# Maria Assumpció Torras i Calsina
Maria Assumpció Torras i Calsina (Santa Maria de Vilalba, 1911 - Barcelona, 1991) fou escriptora i activista cultural. Entre l'obra publicada, destaquen reculls de poesia, contes i un llibre d'aforismes, L'íntima estructura. Va ser una de les compiladores de l'antologia Les cinc branques (Poesia femenina catalana) (1975). El poeta Joan Arús li va dedicar l'opuscle Carta a una poetessa (1967). Participà en associacions cíviques, com ara el Centre Comarcal Lleidatà.

## Biografia
Nascuda a can Torras, municipi d'Abrera, Baix Llobregat, va tenir una formació autodidacta, construïda sobre l'hàbit continuat de la lectura en llengua catalana, des de les Pàgines viscudes d'en Josep Maria Folch i Torres a la revista Patufet fins als grans poetes de la tradició literària catalana. D'aquest hàbit lector, en deixà empremta en l'ús abundant de citacions a l'inici de les seves obres.
El seu pare, Ramon Torras i Ferrer, era un petit propietari rural que es va implicar fermament en el progrés de la zona i hi va impulsar la construcció de carreteres per millorar-hi les connexions comercials.
El paisatge, les activitats i la llengua del mas natal són una constant en la seva producció literària que, en gran part, es basa en la recuperació d'històries viscudes o bé escoltades a la infantesa. Precisament, la qualitat lèxica és un dels trets característics del seu estil.
Després de la Guerra Civil espanyola, es va traslladar a viure a l'Eixample de Barcelona, on el seu marit, Salvador Marty i Ginesta, tenia un negoci de vaqueria.
A finals dels anys cinquanta, comença a introduir-se en diversos cercles literaris de la clandestinitat de l'època i a fer d'activista de la llengua i la literatura catalanes arreu dels Països Catalans. Així mateix, col·labora com a redactora del butlletí del Centre Comarcal Lleidatà.

## Obra
Poesia
- Espigoleig, 1963
- En la roda del temps i del desprendre-se'n, [Pròleg d'Osvald Cardona] dins de A. Pomés, A.Torras, R. Matheu. Miscel·lània poètica 1982 (Barcelona: Fundació Salvador Vives Casajuana, 1982).

Narrativa
- Els adeus, finalista premi Joan Santamaria, 1967[2]
- La serpentina dels dies, premi Narcís Oller dels Jocs Florals de Barcelona, 1972.
- La terra, encara..., premi extraordinari de prosa dels Jocs Florals de Barcelona, 1977.

Aforismes
- L'íntima estructura, 1969